# Марсалес
Марсалес (ісп. Marzales) — муніципалітет в Іспанії, у складі автономної спільноти Кастилія-і-Леон, у провінції Вальядолід. Населення — 55 осіб (2010).
Муніципалітет розташований на відстані близько 180 км на північний захід від Мадрида, 34 км на захід від Вальядоліда.

## Демографія
Динаміка населення (INE ):

## Галерея зображень

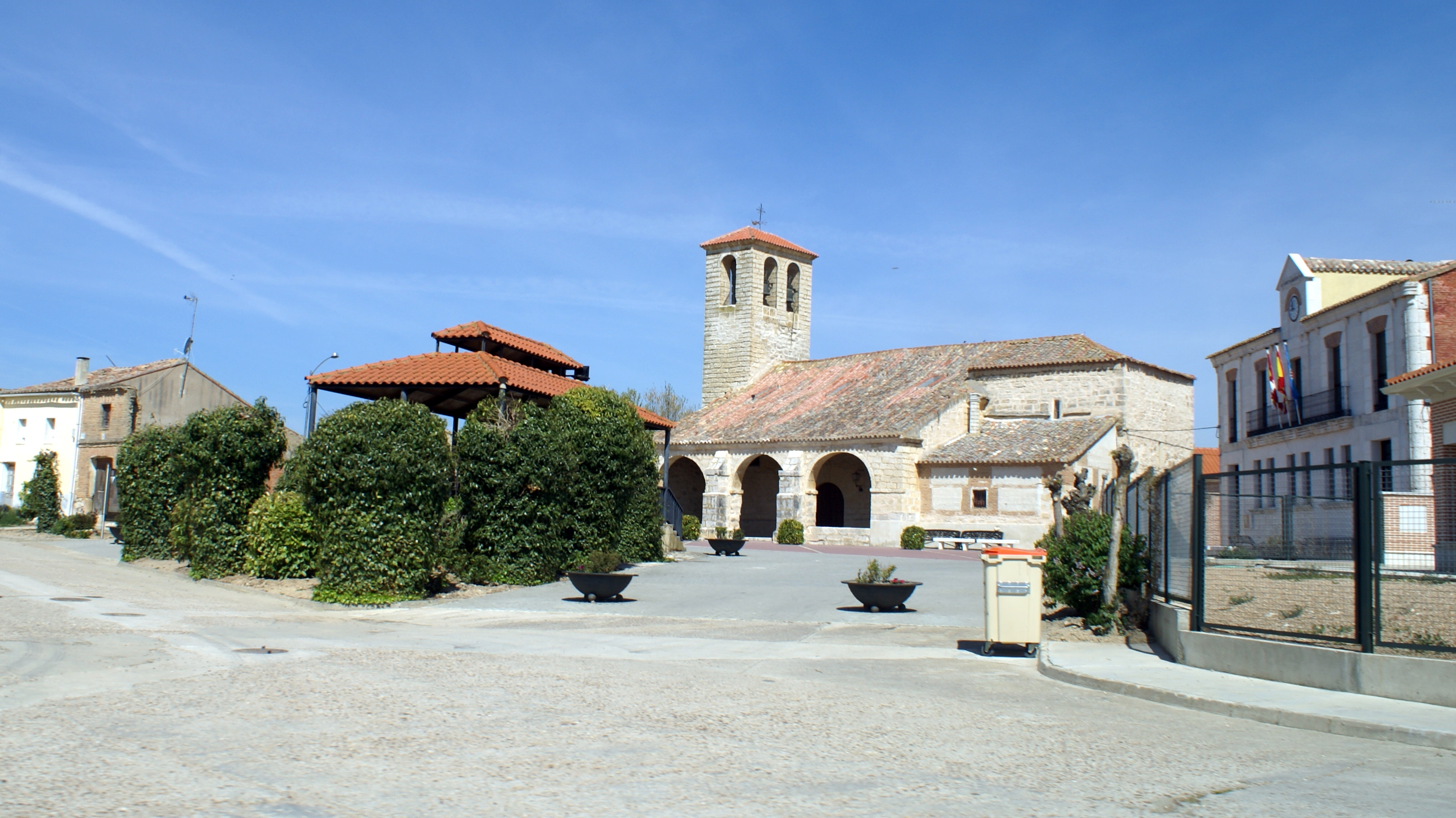
Церква Сан-Крістобаль і муніципальна рада